# Nia Peeples
Nia Peeples, all'anagrafe Virenia Gwendolyn Peeples (Los Angeles, 10 dicembre 1961), è un'attrice, cantante e artista marziale statunitense.

## Biografia
Nia Peeples è nata a Los Angeles, California. I suoi nonni materni sono entrambi immigrati provenienti dalle Filippine. Suo padre è di origini inglesi e italiane mentre sua madre è di origini filippine. Nia è cresciuta nel quartiere West Covina di Los Angeles.
Si è sposata e ha divorziato tre volte, con l'attore americano Guy Ecker (1984 - 1986), con il cantante Howard Hewett (1989-1993) e con l'attore e stuntman Lauro Chartrand (1997 - 2004). Ha un figlio, Christopher (nato nel 1990), avuto da Howard Hewett, e una figlia, Sienna Noelle Peeples Chartrand (nata nel 1998).

## Carriera

### Musica
Nel 1988 con la sua canzone Trouble salì al primo posto della hit-parade della musica dance. Trouble salì poi al 35 posto della Hot 100. Il suo singolo di maggior successo è Street Of Dreams, che arriva al 12 posto della Hot 100 nel 1991. Nel 1986 ha fatto un video musicale: All You Can Dream, diretto da Alan Bloom e concettualizzato da Keith Williams, ai fini di promuovere i valori della UCLA (University of California, Los Angeles). È apparsa nel video musicale di Prince - Raspberry Beret.

### Cinema e televisione
Ha fatto parte del cast di attori della serie televisiva statunitense intitolata Saranno famosi trasmessa negli anni ottanta, interpretando per diverse stagioni una studentessa di nome Nicole Chapman. Nel 1987 ha interpretato Kiani nel film Surf, surf, surf. Ha presentato la versione americana del programma musicale Top of the Pops nonché il programma di musica dance The Party Machine With Nia Peeples. Dal 1999 al 2001 ha impersonato la Texas Ranger Sydney Cooke, una delle protagoniste della serie televisiva Walker Texas Ranger.
Nel 2007 è entrata a far parte del cast della soap opera americana Febbre d'amore, nel ruolo di Karen Taylor, fino alla sua uscita dal cast nella primavera del 2009.
Nel 2010 entra a far parte del cast ricorrente della serie televisiva Pretty Little Liars, nel ruolo di Pam Fields, madre di una delle protagoniste del telefilm, Emily, interpretata da Shay Mitchell.

## Discografia
- Nothin' But Trouble (1988)
- Nia Peeples (1991)
- Songs of the Cinema (2007)

## Filmografia

### Cinema
- Surf, surf, surf (North Shore), regia di William Phelps (1987)
- Creatura degli abissi (DeepStar Six), regia di Sean S. Cunningham (1989)
- I Don't Buy Kisses Anymore, regia di Robert Marcarelli (1992)
- Improper Conduct, regia di Jag Mundhra (1994)
- Blues Brothers: Il mito continua (Blues Brothers 2000), regia di John Landis (1998)
- Le due facce di un assassino (Alone with a Stranger), regia di Peter Liapis (2001)
- The Riff, regia di Mark W. Allen (2001)
- Infiltrato speciale (Half Past Dead), regia di Don Michael Paul (2002)
- Inside Out, regia di David Ogden (2005)
- Sub Zero - Paura sulle montagne (Sub Zero), regia di Jim Wynorski (2005)
- Missione al buio (Connors' War), regia di Nick Castle (2006)
- The Outside, regia di Ari Davis (2009)
- Battle of Los Angeles, regia di Mark Atkins (2011)
- Werewolf - La bestia è tornata (Werewolf: The Beast Among Us), regia di Louis Morneau (2012)
- 23 Minutes to Sunrise, regia di Jay Kanzler (2012)
- Lap Dance, regia di Greg Carter (2014)
- Alaska Is a Drag, regia di Shaz Bennett (2016)
- Mnemosyne, regia di William Clark Warren (2017)
- Permettimi di amarti (Mistrust), regia di Shane Stanley (2018)
- The Untold Story, regia di Shane Stanley (2019)

### Televisione
- The Music Shoppe – serie TV, episodi 1x01-1x02 (1981)
- A Single Light, regia di Karl Epstein – film TV (1981)
- General Hospital – serial TV (1983-1994)
- Il tempo della nostra vita (Days of Our Lives) – serial TV (1983)
- I predatori dell'idolo d'oro (Tales of the Gold Monkey) – serie TV, episodio 1x12 (1983)
- I giustizieri della città (Hardcastle & McCormick) – serie TV, episodio 1x12 (1983)
- Saranno famosi (Fame) – serie TV, 58 episodi (1983-1986)
- T.J. Hooker – serie TV, episodio 3x21 (1984)
- Matlock – serie TV, episodio 3x12 (1989)
- Nasty Boys – serie TV, 13 episodi (1989-1990)
- Scuola di modelle (Swimsuit), regia di Chris Thomson – film TV (1989)
- Perry Mason: Morte a tempo di rock (Perry Mason: The Case of the Silenced Singer), regia di Ron Satlof – film TV (1990)
- The New WKRP in Cincinnati – serie TV, 2 episodi (1993)
- Return to Lonesome Dove – miniserie TV, 4 episodi (1993)
- My Name Is Kate, regia di Rod Hardy – film TV (1994)
- Highlander – serie TV, episodio 2x18 (1994)
- XXX's & OOO's, regia di Allan Arkush – film TV (1994)
- Il tocco di un angelo (Touched by an Angel) – serie TV, episodio 1x04 (1994)
- Marker – serie TV, 1 episodio (1995)
- Deadlocked: Escape from Zone 14, regia di Graeme Campbell – film TV (1995)
- Courthouse – serie TV, 11 episodi (1995)
- Mr. Stitch, regia di Roger Avary – film TV (1995)
- Terminal, regia di Larry Elikann – film TV (1996)
- Best seller di sangue (Bloodhounds II), regia di Stuart Cooper – film TV (1996)
- Crisis Center – serie TV, 6 episodi (1997)
- Fantasmi da prima pagina (Tower of Terror), regia di D.J. MacHale (1997)
- Odd Jobs, regia di Peter O'Fallon – film TV (1997)
- Ultime dal cielo (Early Edition) – serie TV, episodio 2x06 (1997)
- Marlowe - Omicidio a Poodle Springs (Poodle Springs), regia di Bob Rafelson – film TV (1998)
- Walker Texas Ranger – serie TV, 47 episodi (1999-2001)
- The Chang Family Saves the World, regia di Paris Barclay – film TV (2002)
- Andromeda – serie TV, episodio 4x12 (2004)
- The Division – serie TV, 2 episodi (2004)
- Barbershop – serie TV, 3 episodi (2005)
- House Broken, regia di Luke Greenfield – film TV (2006)
- Special Unit, regia di Bryan Cranston – film TV (2006)
- Alpha Mom, regia di Bill Lawrence – film TV (2006)
- Arwin!, regia di Rich Correll – film TV (2007)
- Febbre d'amore (The Young and the Restless) – serial TV, 132 puntate (2007-2009)
- Citizen Jane, regia di Armand Mastroianni – film TV (2009)
- Pretty Little Liars – serie TV, 155 episodi (2010-2017)
- A Dark Plan, regia di Armand Mastroianni – film TV (2012)
- Longmire – serie TV, episodio 3x05 (2014)
- Desiderio oscuro (A Dark Plan), regia di Armand Mastroianni – film TV (2012)
- Lavalantula, regia di Mike Mendez – film TV (2015)
- The Fosters – serie TV, 9 episodi (2017-2018)
- Il figlio desiderato (Dying for a Baby), regia di Lauro David Chartrand-DelValle (2019)

## Doppiatrici italiane
Nelle versioni in italiano delle opere in cui ha recitato, Nia Peeples è stata doppiata da:
- Laura Cosenza in Permettimi di amarti
- Serena Verdirosi in Saranno Famosi
- Daniela Abbruzzese in The Fosters